# Elías Rafn Ólafsson
Elías Rafn Ólafsson (født 11. marts 2000) er en islandsk professionel fodboldspiller, som spiller for Superliga-klubben FC Midtjylland og Islands landshold.

## Klubkarriere

### Midtjylland

#### Skifte og lejeaftale
Efter at have kommet igennem ungdomsakademiet hos Breiðablik UBK, skiftede han i i juli 2018 til FC Midtjylland. Han begyndte her på ungdomsholdene, før han blev udlejet. Først i 2019-20 sæsonen til Aarhus Fremad, og så i 2020-21 sæsonen til FC Fredericia.

#### Førstehold
Ólafsson blev rykket op på FCMs førstehold før 2021-22 sæsonen. Han imponerede efter sin debut, og blev kåret som månedens spiller i Superligaen i september 2021.

#### Mafra leje
Ólafsson blev i juli 2023 igen udlejet, denne gang til FC Midtjyllands portugisiske samarbejdsklub Marfa.

## Landsholdskarriere

### Ungdomslandshold
Ólafsson har repræsenteret Island på flere ungdomsniveauer.

### Seniorlandshold
Ólafsson debuterede for Islands landshold den 8. oktober 2021.